# María Xosé Queizán
María Xosé Queizán Vilas  (Vigo, 5 de febrero de 1939) es una escritora, catedrática de lengua y literatura gallega, y figura relevante en el movimiento feminista en España. 

## Biografía
Queizán inició sus estudios de Filología Hispánica en el Colegio Universitario de Vigo y continuó en la Subsección de Gallego-Portugués en la Facultad de Filología de Santiago de Compostela; pertenece a la primera promoción de la licenciatura en Gallego-Portugués, promoción de 1978, muy ligada a la figura de Ricardo Carballo Calero. Ejerció como profesora de Lengua Gallega y Literatura en varios institutos de Vigo.

## Trayectoria
Comenzó su carrera como escritora en la adolescencia, escribiendo artículos para el periódico vigués El Pueblo Gallego. En los años cincuenta participó en obras de teatro, llegando a crear en 1959 el Teatro de Arte y Ensayo de la Asociación de la Prensa de Vigo, y a fundar y dirigir de 1967 a 1968 el Teatro Popular Galego. 
Su trabajo como escritora se diversifica en todos los géneros y estilos: novela, cuento, ensayo, teatro y poesía; también es traductora. Sus ensayos feministas tratan temas tan controvertidos como la colonización sexual de las mujeres, el cuestionamento de la maternidad biológica y la reflexión sobre la escritura no androcéntrica.
A principios de los setenta se trasladó a París, donde conoció la nueva novela francesa, que le ayudará a escribir su primera novela, A orella no buraco, obra incluida en la Nova narrativa galega. En 1977 publicó el ensayo A muller en Galicia al que le seguiría en 1980 Recuperemos as mans y, en 1998, Misoxinia e racismo na poesía de Pondal. 
Creó la revista Festa da palabra silenciada, formada solo por mujeres, la cual coordina y dirige desde 1983. 
En 1989 publicó su obra de teatro, Antígona ou a forza do sangue, con la que quedó finalista del Premio Álvaro Cunqueiro para textos teatrales. Escribió otra obra de teatro, Non convén chorar máis, que permanece inédita. 
Obtuvo también el Premio de la Junta de Galicia por el guion de cine Prisciliano. Su primer poemario Metáfora da metáfora apareció en 1991, seguido por Despertar das amantes en 1993 y Fóra de min en 1994. Como traductora, figuran en su haber piezas como: O caderno azul de Marguerite Yourcenar, y también cuentos de Karen Blixen, Emilia Pardo Bazán y Charlotte Perkins.

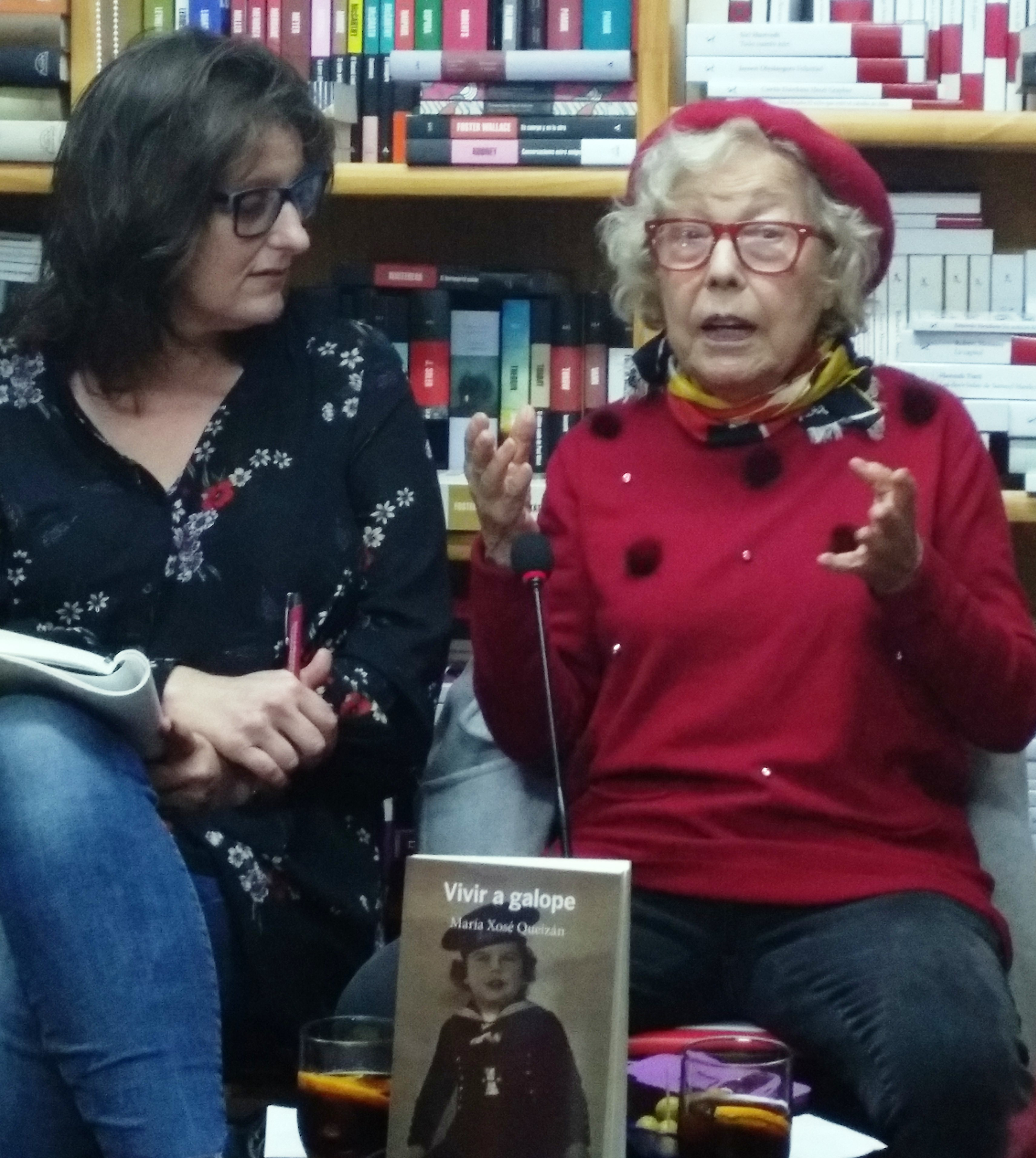
Presentación de Vivir a galope en la Libraría Paz de Pontevedra (17/02/2019)

Su carácter emprendedor y su amor por el teatro la llevaron a desempeñar varios papeles a cargo de diversas organizaciones, como codirectora del grupo teatral Feministas Independentes Galegas (FIGA), directora de la galería de arte Roizara de Vigo, vicepresidenta del Consello Municipal da Muller del ayuntamiento de Vigo y directora y organizadora del I Encontro de Mujeres Poetas Peninsulares y de las Islas (1996). 
En octubre de 2018 publicó en Xerais el libro de memorias Vivir ao galope.

«Por que escribo sobre min? Ha ser polo mesmo motivo que actúo, que falo, que me dedico ao oficio de escribir, por unha conciencia de ser un elo na calceta universal e estar obrigada, si obrigada, a actuar para non interromper o labor».
"¿Por qué escribo sobre mi? Ha de ser por el mismo motivo que actúo, que hablo, que me dedico al oficio de escribir, por una conciencia de ser un eslabón en el tejido universal y estar obliga, sí obligada a no interrumpir el trabajo"

Mª Xosé Queizán tiene otras facetas creadoras a través de las que expresa su compromiso social y sus inquietudes personales a favor de la igualdad de oportunidades entre mujeres y hombres.Así, en 2020, expuso su obra plástica en la Deputación de Pontevedra, con el título Materiais para pensar, gozar e profanar (Materiales para pensar, gozar y profanar).

## Vida personal
En 1962 se casó con Xosé Luís Méndez Ferrín, y tuvieron una hija y un hijo, Cristal (1964) y Roi (1968). Se separaron en 1974, y el matrimonio quedó anulado en 1989.

## Selección de su obra

### Teatro
- Non convén chorar máis (Inédita).
- Parados (Inédita).
- Antígona, a forza do sangue. Finalista del Premio Álvaro Cunqueiro 1989.
- A Cartuxeira.
- “Neuras”.

### Cine
- Prisciliano. Guion de cine. Ganadora del Premio Junta de Galicia.

### Narrativa
- A orella no buraco. Novela.1965.
- Amantia. Novela. 1984.
- O segredo da Pedra Figueira. Novela. 1986.
- A semellanza. Novela. 1988.
- Amor de tango. Novela. 1992.
- O solpor da cupletista. Novela. 1995.
- Ten o seu punto a fresca rosa. Novela. 2000.
- ¡Sentinela, alerta!. Novela. 2002.
- Meu pai vaite matar. Novela. 2011.

### Ensayo
- A muller na Galiza. 1977.
- Recuperemos as mans. 1980.
- A muller galega no ensino. A muller e a cultura. 1981.
- Evidencias.1989.
- Concepción Arenal. 1993.
- Escrita da certeza. Por un feminismo optimista.1995.
- Misoxinia e racismo na poesía de Pondal. 1998.
- Racionalismo político e literario. Conciliar as Ciencias e as Humanidades. 2004.
- Anti natura. 2008.
- Mary Wollstonecraft Shelley e a súa criatura artificial. 2011.
- Despoxos e vísceras ilustres. 2020.

### Poesía
- Metáfora da metáfora. 1991.
- Despertar das amantes. 1993.
- Fóra de min. 1994.
- Non o abras como unha flor: poesía reunida 1980-2004. 2004.

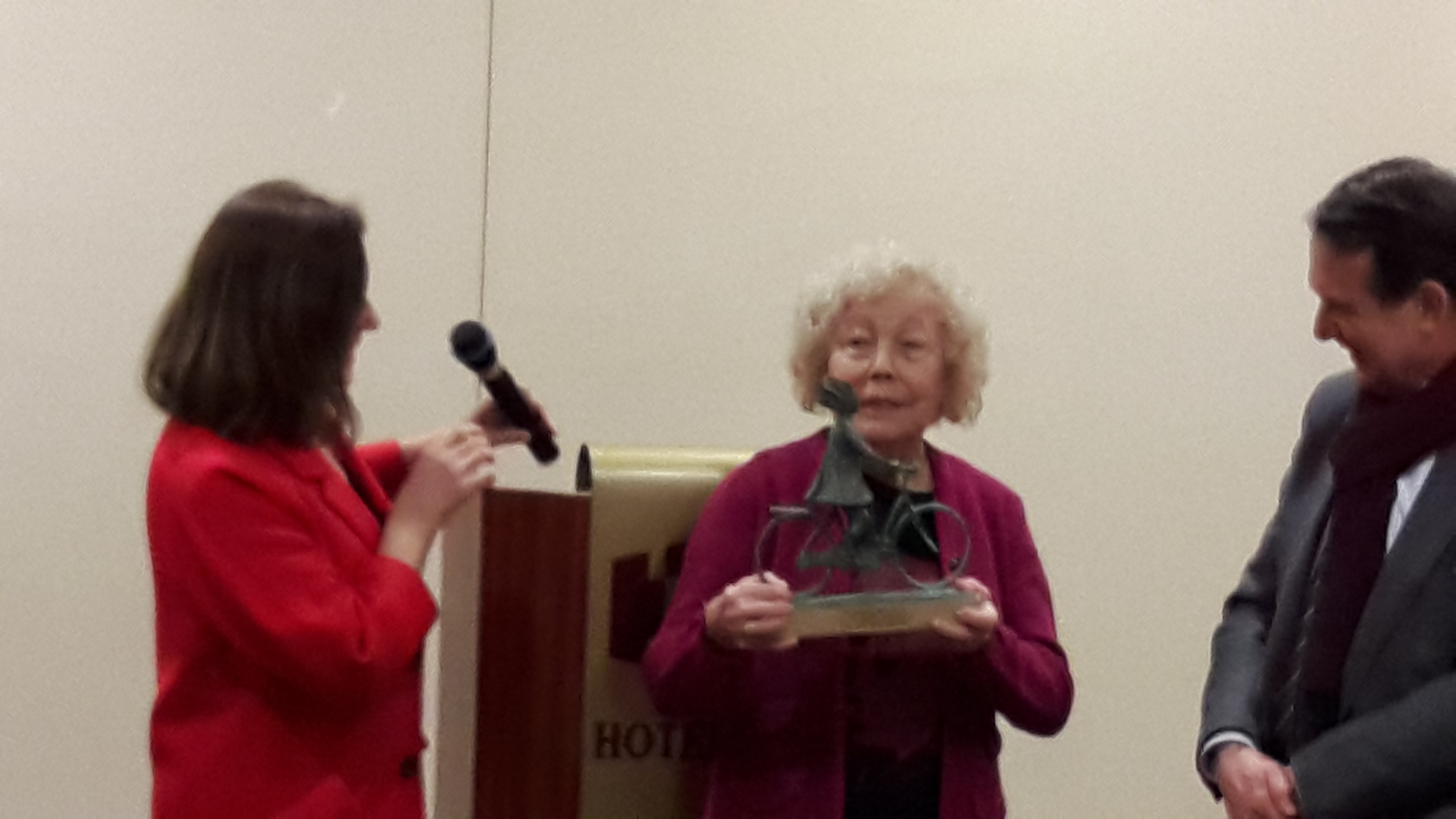
Recogiendo el Premio de Igualdade Ernestina Otero (Vigo, 2019)

- Cólera. 2007.
- Lesbiar. 2015.

## Premios y reconocimientos
- Finalista del Premio Álvaro Cunqueiro en 1989 con Antígona, a forza do sangue.
- Premio de la Junta de Galicia por el guion de cine Prisciliano.[8]

- Nombramiento como socia honorífica de la AELG (Asociación de Escritoras y Escritores en Lingua Galega)  en 1998.[9]
- En 1998 inaugurouse en Vigo o Parque da escritora María Xosé Queizán.[10]
- Premio Voz da Liberdade no 2011, outorgado polo PEN Clube de Galicia.
- Premio Irmandade do Libro da Federación de Libreros de Galicia en 2013, por su trayectoria.
- Recoñecemento do feminismo galego en 2018.[11][12]
- Premio da Cultura Galega (Letras), 2017.[13]
- Escultura de Juan Salgueiro en homenaje y en el parque que lleva su nombre en Vigo.[14]
- Premio Lois Peña Novo en 2018.[15]
- Reconocimiento del feminismo gallego en 2018.[11][12]
- Premio Otero Pedrayo en 2018.[16]
- Premio de Igualdade Ernestina Otero en 2019 del Consello Municipal da Muller y la Concellería de Igualdade del Ayuntamiento de Vigo.[17]
- Premio en la Gala do Libro Galego 2019 de la Federación de Librarías de Galicia.[18]